# 葛下川
葛下川（かつげがわ）は、奈良県北西部を流れる一級水系大和川の支流。王寺町内には葛下という字が川縁に存在するが、こちらは「かつしも」と読む。

## 地理
岩橋山の北東から、奈良盆地南西部の田園地帯・住宅地を縫い、馬見丘陵西縁に沿って北上した後、王寺町葛下付近で西に曲がり、王寺町王寺3丁目付近で大和川に合流する。

## 出来事
昭和57年（1982年）7月31日から8月2日にかけて、台風10号にともなう大雨のために大和川と葛下川が増水、王寺町内で氾濫を起こし、国鉄（当時）王寺駅の電留線に停車していた車両100両が水没し使用不能となる。
また平成19年（2007年）7月には香芝市内で同じく増水のために護岸とその上を走る市道が崩壊した。

## 支流
- 岩谷川
- 熊谷川
- 初田川
- 鳥居川
- すがる川
- 竹田川
- 平野川
- 尼寺川
- 滝川

## 流域の自治体
奈良県
葛城市、大和高田市、香芝市、北葛城郡上牧町、河合町、王寺町